# Панчен-лама VI
Лобсанг Палден Еше (тиб. བློ་བཟང་གྤལ་ལྡན་ཡེ་ཤེས་་, 1738—1780) — Панчен-лама VI, тибетский религиозный и политический деятель, старший сводный брат десятого Шамарпы Мипама Чодрупа Гьяцо (1742—1793).

## Биография
Он замечателен своими учеными трудами и интересом к миру. В 1762 году он принял первые обеты монаха-послушника от будущего восьмого Далай-ламы и нарёк его Джампэл Гьяцо. В 1777 году Джампэл Гьяцо был полностью посвящён в монахи под руководством Лобсанга Палдена Еше.
Лобсанг Палден Еше подружился с Джорджем Боглем, шотландским путешественником и дипломатом, который совершил экспедицию в Тибет и остановился в монастыре Ташилунпо в Шигадзе в 1774—1775 гг. Через Богля он вел переговоры с генерал-губернатором Индии Гастингсом. Раджа Бутана вторгся в Куч-Бихар (город на равнинах Бенгалии, соседствующей с британской Индией). В 1772 г. Палден Еше, наставник молодого Далай-ламы в то время, помог наладить переговоры.
Лобсанг Палден Еше также имел дело с ламой Чангкья-хутухтой Ролпай Дордже, советником императора Китая и главным консультантом по тибетским делам, обсуждая спекуляции, что китайский бог войны и покровитель китайской династии Гуань Юй якобы идентичен Гэсэру, главному герою Тибетского одноименного эпоса, который пророчествовал, что вернётся из Шамбалы на Тибет, чтобы помочь ему, когда страна и буддизм окажутся в опасности. Другие считали, что Гуань Юй либо Гэсэр были воплощением Панчен-ламы. Палден Еше писал полумистическую книгу о дороге в Шамбалу, Молитва Шамбалы, включив в неё реальные географические подробности.
В 1778 году император Цяньлун пригласил Палдена Еше в Пекин, чтобы отпраздновать его 70-летие. Он отправился с огромной свитой и был встречен китайскими представителями ещё в пути. Когда процессия достигла Пекина, Палден Еше был осыпан богатствами и почестями, которые обычно оказывались Далай-ламам. Тем не менее, пока он находился в Пекине, он заболел оспой и умер 2 ноября 1780 года.
Сводный брат Палден Еше Мипам Чодруп Гьяцо, десятый Шамарпа, надеялся унаследовать после смерти брата некоторые из богатств, полученных им в Пекине. Когда этого не случилось, он вступил в сговор с непальцами, пославшими в 1788 году армию гуркхов, взявшую под свой контроль Шигадзе. Мипам Чодруп Гьяцо, однако, не следовал своим обязательствам по отношению к гуркхам, и гуркхи вернулись спустя три года, желая получить свои трофеи. Но китайцы послали армию в поддержку тибетцев и вынудили гуркхов в 1792 году вернуться в Непал.
Во время Культурной революции все гробницы Панчен-лам в Ташилунпо, от пятого до девятого, были уничтожены. Позднее они были восстановлены Десятым Панчен-ламой в виде огромной гробницы в монастыре Ташилунпо в Шигадзе, известной как Таши Лангяр.